# Coupe de Grande-Bretagne féminine de cyclisme sur route
La Coupe de Grande-Bretagne féminine de cyclisme sur route (National Women’s Road Series) est une épreuve créée en 1981. Elle se dispute sur plusieurs épreuves tout au long de la saison. Toutes les coureuses sous contrat avec une équipe britannique y sont classées.

## Historique
Le nom de cette course à étapes sur au moins quatre dates différentes est d'abord celui de Jo Bruton Trophy entre 1981 et 1995, en mémoire de ce Britannique du milieu du cyclisme décédé en 1980.

## Palmarès
| Année | Nb | Gagnante             |
| 1981  | 7  | Margaret Swinnerton  |
| 1982  | 9  | Margaret Swinnerton  |
| 1983  | 8  | Catherine Swinnerton |
| 1984  | 8  | Linda Payne          |
| 1985  | 8  | Lisa Brambani        |
| 1986  | 8  | Lisa Brambani        |
| 1987  | 8  | Sally Hodge          |
| 1988  | 8  | Maria Blower         |
| 1989  | 6  | Linda Gornall        |
| 1990  | 9  | Marie Purvis         |
| 1991  | 7  | Louise Jones         |
| 1992  | 6  | Marie Purvis         |
| 1993  | 5  | Marie Purvis         |
| 1994  | 6  | Julia Freeman        |
| 1995  | 8  | Maria Lawrence       |
| 1996  | 7  | Angela Hunter        |
| 1997  | 6  | Sally Boyden         |
| 1998  | 11 | Angela Hunter        |
| 1999  | 7  | Louise Jones         |
| 2000  | 6  | Rachel Heal          |
| 2001  | 6  | Sara Dean            |
| 2002  | 5  | Diane Moss           |
| 2003  | 4  | Angela Hunter        |
| 2004  | 5  | Michelle Ward        |
| 2005  | 6  | Helen Wyman          |
| 2006  | 5  | Joanna Rowsell       |
| 2007  | 5  | Alice Monger-Godfrey |
| 2008  | 8  | Jessica Allen        |
| 2009  | 8  | Claire Thomas        |
| ----- | -- | -------------------- |

| Année | Nb | Gagnante         |
| 2010  | 8  | Kara Chesworth   |
| 2011  | 7  | Lucy Garner      |
| 2012  | 7  | Sarah Storey     |
| 2013  | 9  | Hannah Barnes    |
| 2014  | 10 | Nicola Juniper   |
| 2015  | 7  | Nicola Juniper   |
| 2016  | 7  | Nicola Juniper   |
| 2017  | 7  | Elizabeth Banks  |
| 2018  | 7  | Sophie Wright    |
| 2019  | 8  | Rebecca Durrell  |
| 2021  | 3  | Abi Smith        |
| 2022  | 7  | Sammie Stuart    |
| 2023  | 5  | Monica Greenwood |
| 2024  | 4  | Eilidh Shaw      |
| ----- | -- | ---------------- |